# Доклад о мировой миграции
В флагманской серии публикаций Международной организации по миграции «доклад о мировой миграции» представлены данные и информация о миграции людей, а также анализ сложных и возникающих проблем миграции.
Выпускаемый раз в два года доклад о мировой миграции 2020 года является десятым Изданием в этой серии.

## История
Доклад о мировой миграции был впервые опубликован МОМ в 2000 году с целью содействия «лучшему пониманию основных миграционных потоков, происходящих по всему миру». Первое издание стремилось достичь этой цели, предоставляя «авторитетный отчёт о современных тенденциях, проблемах и проблемах в области международной миграции», представляя вместе «обзор тенденций в области международной миграции в каждом крупном регионе мира» с «обсуждением некоторых основных вопросов миграционной политики, стоящих перед международным сообществом».
Последующие семь изданий, вышедших в период с 2003 по 2015 год, были изданы с конкретными тематическими интересами. В издании доклада о мировой миграции за 2018 год, впервые опубликованном МОМ в качестве миграционного агентства Организации Объединённых Наций, доклад был разделён на две части. В первой части представлена «ключевая информация о миграции и мигрантах» путём изучения имеющихся статистических данных о миграции. Вторая часть состоит из нескольких глав, каждая из которых содержит «сбалансированный, основанный на фактических данных анализ сложных и возникающих проблем миграции».

## Издания

### Доклад о мировой миграции за 2020 г.
Доклад о мировой миграции за 2020 год, десятый в этой серии, сохраняет ту же структуру, что и его предшественник, и точно так же имеет целью способствовать более глубокому пониманию миграции во всем мире. Первые четыре главы те же, что и в издании 2018 года, которые содержат обновлённую миграционную статистику на глобальном и региональном уровнях, в то время как вторая часть рассматривает другие миграционные вопросы, чем в предыдущем докладе:
- Вклад мигрантов в развитие общества;
- Миграция, интеграция и социальная сплочённость;
- Миграция и здравоохранение;
- Дети и небезопасная миграция;
- Миграция и адаптация к изменениям окружающей среды;
- Мигранты, оказавшиеся в кризисной ситуации;
- Последние изменения в глобальном управлении миграцией.

### Доклад о мировой миграции за 2018 г.
В отличие от семи предыдущих докладов, которые были сосредоточены вокруг конкретной темы, доклад о мировой миграции 2018 года стремится предоставить «как обзорную информацию, которая помогает объяснить модели и процессы миграции, так и идеи и рекомендации по основным вопросам, с которыми политики борются или скоро будут бороться».
Первая часть доклада состоит из четырёх глав, подготовленных институционально МОМ. Он опирается главным образом на анализы экспертов, практиков и должностных лиц МОМ по всему миру и собирает огромное количество данных, информации и анализа с целью углубления понимания миграции как на глобальном, так и на региональном уровнях. И наоборот, вторая часть написана прикладными и академическими исследователями, работающими в области миграции и мобильности, и представляет собой сбалансированный, основанный на фактических данных анализ сложных и возникающих проблем миграции. В частности, второй раздел состоит из следующих глав:
- Глобальные рамки управления миграцией: существующая архитектура и последние изменения;
- Мобильность, миграция и транснациональные связи;
- Понимание миграционных путешествий с точки зрения мигрантов;
- Репортажи в средствах массовой информации о мигрантах и миграции;
- Миграция, насильственный экстремизм и социальная изоляция;
- Мигранты и города: Выйдя за рамки Доклада о мировой миграции 2015 г.

### Тематические издания
Семь выпусков доклада о мировой миграции, выпущенных в период с 2003 по 2015 год, организованы вокруг основной темы:
- Доклад о мировой миграции за 2015 г.: мигрантов и городов, новых партнёрств для управления мобильностью[6].
- Доклад о мировой миграции за 2013 г.: диалог на высоком уровне по вопросам международной миграции и развития[7].
- Доклад о мировой миграции за 2011 г.: эффективное информирование о миграции[8].
- Доклад о мировой миграции за 2010 г.: будущее миграции: создание потенциала для перемен[9].
- Доклад о мировой миграции за 2008 г.: Управление мобильностью рабочей силы в развивающейся мировой экономике[10].
- Доклад о мировой миграции за 2005 г.: издержки и выгоды международной миграции[11].
- Доклад о мировой миграции за 2003 г.: проблемы и ответы для людей в движении[12].

### Доклад о мировой миграции за 2000 г.
Как и самые последние издания доклада о мировой миграции, издание 2000 года разделено на две части.
В первом из них рассматриваются масштабы миграции и характеристики международных мигрантов, включая: типы происходящих перемещений; факторы, способствующие миграции; и вопросы политики, связанные с этими тенденциями. Во второй части, состоящей из девяти отдельных глав, рассматриваются миграционные тенденции и последние изменения в политике в основных миграционных регионах мира. Наряду с этим обсуждением проводится анализ интеграции мигрантов, последствий нерегулярной миграции и масштабов межрегионального сотрудничества между государствами.

## Использование доклада

### Доклад о мировой миграции за 2020 г.
Такие средства массовой информации, как CNN Español, Всемирный экономический форум и Reuters, опубликовали статьи, которые используют доклад о мировой миграции 2020 года в качестве ресурса для обсуждения современных миграционных тенденций.

### Доклад о мировой миграции за 2018 г.
На доклад о мировой миграции за 2018 год ссылаются в широком спектре рецензируемых результатов исследований. Этот доклад пять раз фигурировал в статьях, опубликованных в академическом журнале «The Lancet», а также книги, выпущенные издательствами Cambridge University Press и Oxford University Press. Он также был приписан в качестве источника в докладах, подготовленных финским правительством и Save the Children, The Sage Handbook of International Migration, the United Nation’s World Happiness Report 2018 и Оксфордской исследовательской энциклопедии, посвящённой мигрантам и беженцам в Африке.
В своём руководстве «вопросы иммиграционных данных» институт миграционной политики рекомендовал доклад в качестве источника «текущих и исторических оценок международных мигрантов по месту назначения и / или происхождению».
Отчёт за 2018 год был использован в качестве ресурса для проверки фактов против ксенофобских заявлений в социальных сетях.

## Доклад о мировой миграции за 2020 г
Доклад о мировой миграции 2020 года является десятым изданием флагманской серии публикаций Международной Организации по миграции World Migration Report. Опубликованный 27 ноября 2019 года на 110-й сессии Совета МОМ, доклад следует той же структуре, что и издание 2018 года, и направлен на то, чтобы «способствовать более глубокому пониманию миграции во всем мире».

### Главы доклада
Доклад о мировой миграции 2020 года состоит из 11 глав, первая из которых представляет ряд основных моментов из доклада и описывает структуру доклада. Остальные 10 глав направлены на информирование о текущих и будущих политических обсуждениях и дискуссиях путём чёткого определения ключевых вопросов, критического обзора соответствующих исследований и анализа, а также обсуждения последствий для будущих исследований и выработки политики.
Глава 2 опирается на глобальные источники данных для представления обзора ключевых показателей и тенденций, касающихся запасов и потоков международных мигрантов, а также денежных переводов. После первоначального обзора общих запасов и потоков мигрантов в этой главе рассматриваются эти тенденции для конкретных групп мигрантов, включая трудящихся-мигрантов, беженцев, ищущих убежища, внутренне перемещённых лиц и лиц без гражданства.
В главе 3 основное внимание уделяется ключевым региональным аспектам миграции и изменениям в ней в шести регионах мира: Африке, Азии, Европе, Латинской Америке и Карибском бассейне, Северной Америке и Океании. По каждому из этих регионов даётся обзор и краткое обсуждение ключевых статистических данных, связанных с народонаселением, а также описание «ключевых особенностей и изменений» в области миграции.
Признавая, что постоянно растущий характер исследований в области миграции затрудняет определение того, какие результаты являются важными и чему следует придавать вес, Глава 4 содержит руководящие указания для тех, кто ищет широкие рекомендации по этому вопросу. Он проводит всесторонний обзор миграционных исследований и анализа, подготовленных субъектами, включая отдельных лиц, учёных, правительства, межправительственные организации и аналитические центры.
Пятая глава направлена на то, чтобы противостоять тому факту, что «становится все труднее услышать сбалансированные точки зрения в публичных дебатах по важным политическим вопросам, таким как международная миграция», «размышляя о вкладе, который мигранты внесли как в свои общины происхождения, так и в общины назначения». Она фокусируется на трёх типах вклада: социокультурном, гражданско-политическом и экономическом.
Глава 6 посвящена социальной сплочённости мигрантов в странах назначения, их адаптации к новым культурам, обычаям, социальным ценностям и языку. В нём рассматривается местная перспектива, обсуждается важная роль, которую играют местные субъекты и сами мигранты, а также важность политических установок, прямо или косвенно связанных с инклюзивностью.
Обзор ключевых вопросов, связанных со здоровьем и миграцией, рассматривается в главе 7. Он признаёт, что, хотя миграция может привести к большей подверженности риску для здоровья, она также может привести к улучшению здоровья. Также рассматривается взаимосвязь между миграцией и здоровьем широких слоёв населения, а также ответные меры систем здравоохранения и глобальное управление миграцией и здоровьем.
Основное внимание в главе 8 уделяется небезопасной детской миграции, когда дети-мигранты не сопровождают семью и не следуют за ней в безопасной среде. Перед обсуждением основных проблем, с которыми сталкиваются дети-мигранты, рассматриваются различные типы и ключевые факторы детской миграции.
По мере того как экстремальные погодные явления и крупномасштабные изменения в инфраструктуре продолжают происходить, в главе 9 рассматривается все возрастающая роль окружающей среды и изменения климата в принятии решений о миграции. После изучения различных точек зрения на этот вопрос приводятся примеры экологической миграции из целого ряда экологических зон, включая горные, засушливые и прибрежные районы, а также города.
Хотя кризис может затронуть любого человека, включая стихийные бедствия, конфликты, политические и экономические кризисы, мигранты часто относятся к числу наиболее уязвимых и могут нуждаться в дополнительной поддержке. Поэтому в главе 10 рассматривается опыт мигрантов в кризисных ситуациях, а также эффективность местных, национальных и международных мер по удовлетворению различных потребностей мигрантов.
Одиннадцатая и заключительная глава содержит обновлённую информацию об управлении миграцией в докладе о мировой миграции за 2018 год, документирующую ключевые изменения в управлении миграцией за два года, прошедших с момента последнего доклада.

### Критический приём
После выхода доклада о мировой миграции за 2020 год он получил широкую похвалу.
На презентации доклада несколько государств-членов МОМ выступили с позитивными заявлениями. Канадское правительство приветствовало публикацию «такого ценного инструмента и справочного материала» и отметило, что «доклад используется политиками во всем мире, в том числе на всех уровнях канадского правительства, научных кругов и гражданского общества.» Правительство Сальвадора заявило, что доклад о мировой миграции демонстрирует, как данные могут быть использованы для понимания «основных характеристик миграции в эти неопределённые времена».
Способность доклада о мировой миграции противостоять дезинформации и фальшивым новостям была признана послом Германии Михаэлем фон Унгерн-Штернбергом, который заявил, что, по его мнению, он будет способствовать конструктивному обсуждению вопросов миграции и заложит основу для столь необходимого международного сотрудничества.
Доклад был также хорошо принят газетами, аналитическими центрами и учёными. В редакционной статье газеты Africa Times говорилось, что доклад содержит «всестороннюю оценку факторов миграции для Африки и более широкого международного сообщества», а профессор Летисия Флорес Эстрада, профессор социологии Европейского университета, отметила, что доклад содержит исчерпывающие и интересные исследования о мигрантах, беженцах, несовершеннолетних, климате как движущей силе миграции и фальшивых новостях.
Жаклин Бхабха, профессор Гарвардского университета, прокомментировала энциклопедический характер доклада о мировой миграции, отметив, что несколько глав « идеально подходят для знакомства её студентов с новыми темами», добавив, что они «хорошо написаны и хорошо исследованы».
Population Europe, сеть ведущих европейских демографических исследовательских центров, назвала доклад обязательным для чтения для тех, кто «интересуется миграционной статистикой и тенденциями». Аналогичную похвалу дал Сэм Граут Смит из миссии Великобритании при ООН, который счёл, что доклад содержит «увлекательные данные и анализ миграционных тенденций и хорошие разделы по технологиям и климату».

### Сотрудничество
Доклад представляет собой высокоэффективное совместное предприятие, основанное на опыте сотрудников МОМ, специализирующихся на реализации миграционных программ, разработке политики и исследованиях и анализе миграции, а также ведущих исследователей миграции со всего мира. Доклад был рецензирован экспертами МОМ и старшими учёными в области миграции, в том числе:
- Доктор Маруха Асис, Миграционный Центр Скалабрини
- Профессор Йорген Карлинг, Прио
- Профессор Стивен Каслс, Университет Сиднея
- Доктор Говард Дункан, Канадский проект «Метрополис»
- Профессор Гибрил Фаал, Лондонская школа экономики
- Профессор Элизабет Феррис, Джорджтаунский Университет
- Профессор Франсуа Gemene, Факультет политических наук и Университет Льежа
- Профессор Ян Голдин, Оксфорд университет
- Профессор Сакико Канбара, Университет Кочи
- Профессор Сьюзан Мартин, Джорджтаунский Университет
- Профессор Марко Педротти, Университет Невшателя
- Профессор Мартин Рус, Институт Европейского университета
- Профессор Нандо Сигона, Бирмингемский университет
- Профессор Рональд Скелдон, Суссексский университет
- Доктор Фелисити Томас, Эксетерский университет
- Профессор Анна Триандафиллиду, Университет Райерсона
- Профессор Кэти Циммерман, Лондонская школа гигиены и тропической медицины.